# Pitatus (kráter)

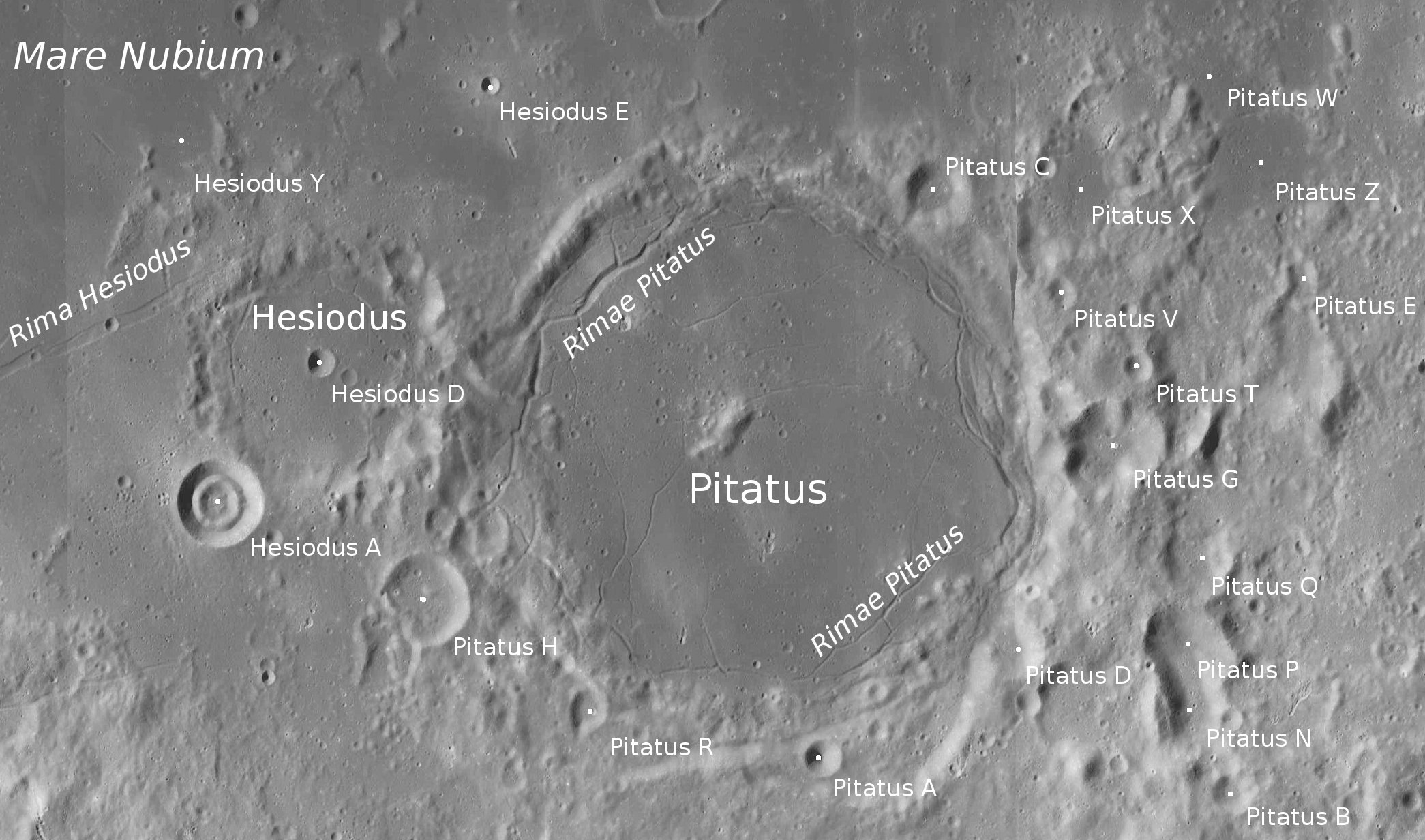
Poloha kráteru Pitatus.

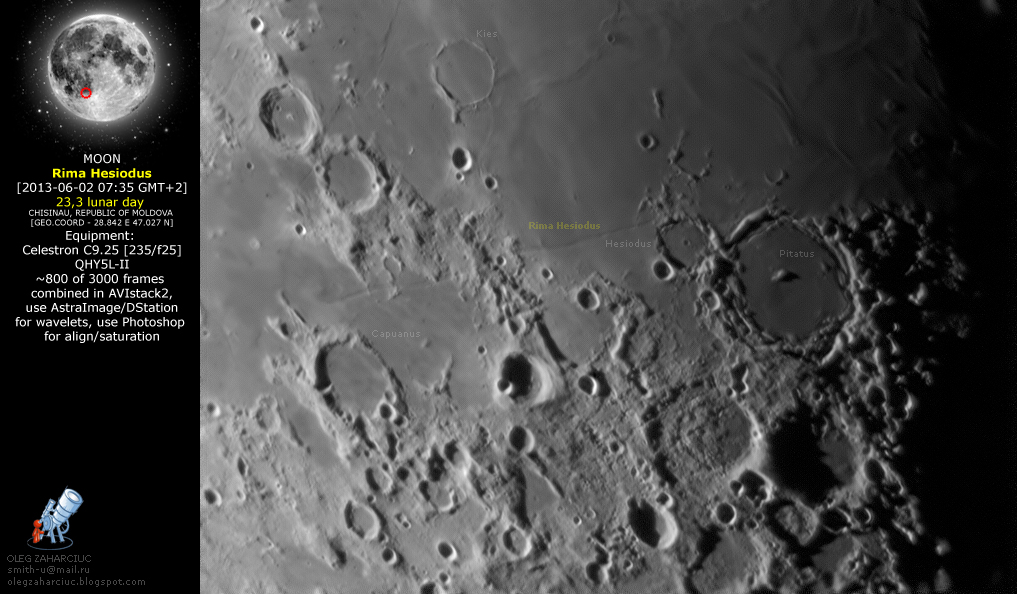
Kráter Pitatus zobrazen ve větší oblasti.

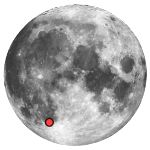
Poloha kráteru Pitatus na Měsíci.

Pitatus je starý a rozlehlý lávou zatopený kráter nacházející se u jižního okraje Mare Nubium (Moře oblaků) na přivrácené straně Měsíce. Blízko jeho středu (severozápadně od něj) je malý centrální vrcholek dosahující výšky cca 500 metrů. Na dně kráteru se nachází soustava brázd Rimae Pitatus.
Pitatus má průměr 97 km, což v kategorizaci Atlasu Měsíce Antonína Rükla odpovídá valové rovině. Na západě sousedí s menším zatopeným kráterem Hesiodus. Severně v měsíčním moři leží zbytek malého kráteru, z jehož okrajového valu zbyla pouze polovina.

## Název
Pojmenován je podle italského matematika a astronoma Pietra Pitatiho.

## Satelitní krátery
V okolí se nachází několik menších kráterů. Ty byly označeny podle zavedených zvyklostí jménem hlavního kráteru a velkým písmenem abecedy.
| Pitatus | Sel. šířka | Sel. délka | Průměr |
| ------- | ---------- | ---------- | ------ |
| A       | 31.4° J    | 13.2° Z    | 7 km   |
| B       | 32.3° J    | 10.4° Z    | 16 km  |
| C       | 28.4° J    | 12.4° Z    | 12 km  |
| D       | 30.9° J    | 12.0° Z    | 10 km  |
| E       | 28.9° J    | 10.1° Z    | 6 km   |
| G       | 29.8° J    | 11.4° Z    | 18 km  |
| H       | 30.5° J    | 15.7° Z    | 15 km  |
| J       | 26.5° J    | 13.5° Z    | 5 km   |
| K       | 30.4° J    | 8.9° Z     | 6 km   |
| L       | 29.1° J    | 8.6° Z     | 5 km   |
| M       | 32.1° J    | 11.0° Z    | 14 km  |
| N       | 31.2° J    | 10.9° Z    | 21 km  |
| P       | 31.0° J    | 10.9° Z    | 16 km  |
| Q       | 30.5° J    | 10.8° Z    | 12 km  |
| R       | 31.1° J    | 14.6° Z    | 7 km   |
| S       | 27.3° J    | 14.0° Z    | 12 km  |
| T       | 29.4° J    | 11.2° Z    | 5 km   |
| V       | 28.9° J    | 11.7° Z    | 5 km   |
| W       | 27.9° J    | 11.2° Z    | 13 km  |
| X       | 28.4° J    | 11.6° Z    | 19 km  |
| Z       | 28.3° J    | 10.3° Z    | 25 km  |